# Frédéric Schlesinger
Pour les articles homonymes, voir Schlesinger.
Frédéric Schlesinger né le 3 janvier 1953 à Paris est un dirigeant de l'audiovisuel. Il est Président de la SAS « SCHLES », société de conseil stratégique. De mai 2017 à mai 2018, Il est Vice-Président directeur général d'Europe 1 et Président des radios du groupe Lagardère, Virgin Radio et RFM. Directeur délégué aux antennes et aux programmes et membre du comité exécutif de Radio France, de mai 2014 à mai 2017, il est successivement directeur délégué et membre du comité exécutif de l'INA, directeur de France Inter, du Mouv', président de MCM TV et directeur général des radios nationales Europe 2 et RFM.

## Biographie
En 1982, il est membre et co-compositeur de Regrets, groupe français de french-pop créé à Montpellier.
Il commence sa carrière dans les médias en créant en 1986 à Montpellier un réseau de radios régionales. Il devient en 1990 directeur du développement de RFM, puis Directeur Général membre du directoire, avant de se voir confier en 1997, la direction générale du pôle des radios musicales, RFM et Europe 2, du groupe Lagardère et en 2001 la présidence du pôle télévisions musicales qui réunit les chaînes MCM, ses déclinaisons internationales et Mezzo.
Il rejoint le service public en novembre 2003, à la demande de Jean-Marie Cavada alors président de Radio France, en tant que directeur de la radio Le Mouv'.
Il est nommé au printemps 2006 par Jean-Paul Cluzel, PDG de Radio France, directeur délégué  de France Inter. En mars 2009, alors que l'humoriste Stéphane Guillon présente une chronique dans laquelle il rappelle le comportement harceleur de Dominique Strauss-Kahn à l'égard des femmes, Frédéric Schlesinger préfère présenter à Dominique Strauss-Kahn les excuses de France Intertout en rappelant la liberté éditoriale dont bénéficie les humoristes sur la radio publique.
Frédéric Schlesinger dirige France Inter jusqu'au 18 juin 2009, date à laquelle Jean-Luc Hees, nouvellement nommé PDG de Radio France le remplace par Philippe Val,. Il devient alors conseiller de Jean-Luc Hees, président de Radio France.
En avril 2010, il crée sa propre entreprise de production audiovisuelle, de conseil et de média design « We Will »,.
En novembre 2010, il est nommé directeur délégué à la production et aux éditions de l'INA par son nouveau PDG : Mathieu Gallet. En juillet 2011, il est nommé directeur délégué aux contenus (production audiovisuelle, éditions multimédias, marketing et vente) de l'INA et membre de son Comité Exécutif.
En mai 2014, il intègre la présidence de Radio France en tant que directeur délégué aux antennes et aux programmes aux côtés de Mathieu Gallet son président ,.
Le 4 mai 2017, il est nommé Vice-Président directeur général , d'Europe 1 et Président des radios musicales du groupe par Arnaud Lagardère,.

### Autres mandats
Par ailleurs, il est compositeur membre de la SACEM.

## Parcours audiovisuel
(novembre 2017).
Juin 2018 crée et préside la SAS "SCHLES" société de conseil stratégique.
- 2017-2018 : Vice-PDG du pôle radio du groupe Lagardère qui regroupe les stations Europe 1, Virgin Radio et RFM.
- 2017-2018 : PDG de Virgin Radio et de RFM.
- 2017-2018 : Administrateur de Médiamétrie.
- 2014-2017 : Radio France, directeur délégué aux antennes et aux programmes et membre du comité exécutif.
- 2010-2014 : l'INA, Directeur délégué et membre du comité exécutif.
- 2010-2017 : PDG de « We Will Group », une entreprise de production audiovisuelle, de conseil et de média design.
- 2009-2010 : Conseiller auprès du président de Radio France.
- 2006-2009 : France Inter (Radio France), directeur.
- 2003-2006 : Le Mouv' (Radio France), directeur.
- 2001-2003 : Groupe MCM TV Lagardère, président et directeur général.
- 1997-2001 : Groupe Lagardère, directeur général du pôle FM regroupant les stations Europe 2 et RFM.
- 1998-2001 : Administrateur de Médiamétrie.
- 1994-2003 : PDG de PH Holding SA, société actionnaire de RFM.
- 1997-2000 : Syndicat des réseaux radiophoniques nationaux (SRN), président.
- 1997-2000 : PDG de AFP/A2PRL Audio.
- 1993-1997 : RFM, membre du directoire et directeur général.
- 1990-1993 : RFM, directeur du réseau et du développement.
- 1986-1990 : RFM Sud-Ouest (réseau local indépendant), fondateur et directeur.

## Productions déléguées
2010-2011:
- Les Enfants forçats d’Hubert Dubois, réalisation Hubert Dubois, ARTE, RTBF, NHK.
- Mystères d’archives de Serge Viallet, réalisation Serge Viallet, ARTE.
- De Gaulle et l’armée d’Eric Deroo, réalisation Eric Deroo, LCP.
- Presse et pouvoir un divorce impossible de Philippe Reinhard, réalisation Jacques Royer, France 2.
- Les plumes des présidents de Bertrand Delais, réalisation Bertrand Delais, LCP.
- Mitterrand du verbe à l’image de Lucie Caries et Christian Delporte, réalisation Lucie Caries, LCP.

2011-2012:
- Carnets du sous-sol les mineurs chiliens de Sylvie Blum et Carmen Castillo, réalisation Carmen Castillo et S.Blum, France 5.
- La part manquante d’Anne-Noëlle Gaessler, réalisation Anne-Noëlle Gaessler, France 3.
- Drieu la Rochelle, Aragon, Malraux, d’une guerre à l’autre de François Caillat, réalisation François Caillat, France 3.
- Territoire Polars de Jean-Pierre Vedel, réalisation Jean-Pierre Vedel, France 3.
- Les Fauves de Patrick Rotman, réalisation Patrick Rotman, DVD.
- Adieu Godard de Céline Gailleurs, réalisation Olivier Bohler, Ciné +.
- War room de Christian Salmon, réalisation Damien Lagogué, Le Monde.fr.
- Parole de cinéaste – Jean-Jacques Annaud de Daniel Heyman, réalisation Guy Seligmann, Ciné +.
- La jeunesse a-t-elle une histoire de Cédric Klapisch, réalisation Jacques Royer, ARTE.
- Jean-Louis Comolli, fimer pour voir de Ginette Lavigne, réalisation Ginette Lavigne, Ciné +.
- Nos années chinoises de Olivier Horn, réalisation Joris Zylberman, France 3.
- Hénin-Beaumont de Petr Vaclav, réalisation Petr Vaclav, LCP.

2012/2013:
- L'Ombre de Staline de Marie Brunet-Debaines, réalisation Thomas Johnson, ARTE.
- Salvador Dali génie tragi-comique de Fabrice Blancho réalisation François Lévy-Kuentz, France 5, RTVE.
- Federico Fellini, Romance de Jean-Paul Manganaro, réalisation Jean-Louis Comolli, ARTE.
- Super Héros de Laurence Maslon, réalisation Laurence Maslon, ARTE.
- Parole de cinéaste - Jean-Charles Tacchella de Michaël Gaumitz, réalisation Guy Seligmann, Ciné +.
- Parole de cinéaste - Edouard Molinaro de Jean-Claude Loiseau, réalisation Valérie Exposito, Ciné +.
- Le Mystère Braque de Michaël Gaumitz, réalisation Michaël Gaumitz, ARTE.

2013/2014:
- Faux Semblants ou trop semblables de Bertrand Delais, réalisation Bertrand Delais, LCP.
- Nolot en verve de Estelle Fredet, réalisation Estelle Fredet, Ciné +.
- Françoise Giroud, histoire d'une femme libre de Dominique Gros, réalisation Dominique Gros, France 3.
- Truffaut, cinéaste au féminin de Emmanuel Barnault, réalisation Emmanuel Barnault, Ciné +.
- Parole de cinéaste, Benoit Jacquot de Guy Seligmann, réalisation Guy Seligmann, Ciné +.
- Jean Yanne, 30 ans de déconnade de Gilles Durieux, réalisation Robert Mugnerot, France 5.
- Duras et le cinéma de Dominique Auvray, réalisation Dominique Auvray, Ciné +.

## Distinctions
En novembre 2007, il est nommé chevalier dans l'Ordre des Arts et des Lettres par la Ministre de la Culture et de la Communication.